# Rebrote de gripe A (H1N1) de 2013 en Perú
La gripe porcina (también conocida como influenza porcina o gripe del cerdo)1 es una enfermedad infecciosa causada por cualquier virus perteneciente a la familia Orthomyxoviridae y que es endémica en poblaciones porcinas. Estas cepas virales, conocidas como virus de la influenza porcina o SIV (por las siglas en inglés de «swine influenza viruses») han sido clasificadas en Influenzavirus C o en alguno de los subtipos del género Influenzavirus A (siendo las cepas más conocidas H1N1, H3N2, H3N3 —aislada en Quebec— y H1N2 —aislada en Japón y Europa).

## Inicios de la Gripe A (H1N1) en Perú
La Influenza A-H1N1 ingresó al Perú por primera vez en mayo de 2009, llegando a reportarse un total de 10 051 (diez mil cincuenta y un) casos confirmados de las cuales resultaron 268 muertes.

## Posibles Causas
- Se presume que a causa del peor invierno en 30 años en las costas de Perú se hace más difícil detener los contagios en alta humedad.[1]
- Otros medios indican que se trata de un fraude como consecuencia de un complot farmacéutico a nivel mundial como indica el documental producido y hecho por Julián Alterini en julio de 2009 el cual está publicado en You Tube bajo el título de La verdad de la influenza (complot farmacéutico).[2]

## Rebrote
El 23 de junio se reportó un caso de influenza A-H1N1 en Arica - Chile, quienes adoptaron medidas de prevención para evitar que la enfermedad se extienda en la región y traspase la frontera, afectando a la población de Tacna en Perú a estar expuestos a posibles contagios.
El 11 de julio tras detectarse casos de gripe AH1N1 en Tacna y algunos fallecidos muy cerca en Tarapacá, Chile, las autoridades de Salud de Arequipa confirmaron el primer caso de un varón adulto que presentó los síntomas pero que recibió tratamiento a tiempo y ahora se recupera.
El 13 de julio El hospital Alberto Sabogal del Callao, reportó hoy la primera muerte por gripe A (H1N1), de un hombre obeso y tenía cirrosis hepática y diabetes, mientras que otras tres personas permanecen internadas en la Unidad de Cuidados Intensivos del mismo centro de salud afectados por la Innfluenza.
El 23 de julio El Ministerio de Salud (MINSA) informó este martes que a la fecha se tienen 216 casos de Influenza AH1N1 confirmados en todo el Perú, de los cuales el 75% (162 casos) se encuentran en Lima y Callao. Asimismo, confirmó el deceso de diez personas por esta enfermedad, de los cuales cuatro pertenecen al Callao, tres a Junín, una a Ancash, otra a Arequipa y una a Lima.

El 27 de julio se informara la muerte de una bebé de 8 meses en Cajamarca y de dos hombres en Chimbote (Ancash), el número de fallecidos a causa de la gripe AH1N1 se eleva a 15 personas fallecidas.

El 29 de julio se ha confirmado 26 personas fallecidas por la influenza AH1N1, registradas en las regiones de Lima, Ancash, Junín, La Libertad, Arequipa", informó un portavoz del ministerio de Salud a la AFP y se han registrado hasta el momento 234 casos confirmados.

El 10 de agosto según el Ministerio de Salud, la cifra de muertos hasta la fecha por la gripe A (H1N1) es de 44 personas en el Perú sobre un total de 
760 casos desde que el virus cobró su primera víctima el 13 de julio (solo en 28 días).

El 14 de agosto se registra en el informe semanal un total de 61 muertos por la gripe A (H1N1) sobre un total de 1,064 casos.

El 19 de agosto 5 nuevos casos de influenza AH1N1 fueron reportados esta semana, así como un caso de gripe H3N2 en un niño, señaló Juan Canepa Yzaga, director regional de salud de Tacna, sumando un total de 1,069 casos hasta la fecha.
El 21 de agosto Pese a que ya son más de 70 las víctimas mortales de la gripe AH1N1, la ministra de Salud, Midori de Habich, señaló ayer que el número de casos de la peligrosa enfermedad se ha estabilizado, a la fecha alcanzó los 1,165 casos..

## Medidas preventivas
- Como medida preventiva para evitar más casos de la gripe A H1N1, la región Lima postergó hasta el 19 de agosto el reinicio de clases en todas las instituciones educativas públicas y privadas de la capital peruana.[9]
- Compra de Vacunas:
  - El 21 de julio se anuncia que para la tercera semana de agosto se adelantó la llegada de un millón cien mil dosis de vacunas contra la influenza, que protege no solo contra la A/H1N1, sino contra A/H3N2 y contra la influenza tipo B, informó el viceministro de Salud, José del Carmen Sara. El funcionario recalcó que esta nueva compra estaba programada para octubre, pero dada el aumento de su demanda se adelantó. Refirió que en abril pasado ingresaron a Perú 2 000 900 vacunas contra ese mal, las cuales fueron distribuidas a los diferentes establecimientos del sector en el país. Esa cifra es mayor al total de vacunas aplicadas en todo el 2012.[13]
  -  El 9 de agosto representantes del Ministerio de Salud presentaron un lote de 500 000 vacunas que servirán para inmunizar a igual número de peruanos contra la influenza A/H1N1, priorizando a los niños, adultos mayores y personas con obesidad mórbida o enfermedades crónicas (hipertensión y diabetes). Para la distribución se ha privilegiado los centros de salud ubicados en aquellas zonas con una mayor incidencia de la gripe, entre los que se incluye Lima –las zonas norte y sur de la ciudad–, así como Junín, Lambayeque, Ica, Áncash y Trujillo (La Libertad).[14]
- Bajo el lema «La salud está en tus manos, Perú Unido contra la Influenza», el Ministerio de Salud (Minsa) desarrollará ese miércoles acciones preventivas por la gripe AH1N1 e infecciones respiratorias en el mercado Mariscal Cáceres de San Juan de Lurigancho.[15]

## Inconvenientes
- La huelga de varias semanas por parte de los médicos, enfermeras y técnicos en el Perú dificultan la efectiva atención en los centros de salud de Lima, se espera que los médicos se instalen y reincorporen los más pronto y vuelvan a los hospitales para realizar las atenciones respectivas.[16]
- Por su parte algunas clínicas privadas aprovecharon para elevar el costo de la dosis contra la influenza AH1N1 hasta 150 soles (US$ 55). Los precios regulares en las clínicas son entre 38 soles (US$ 14) y 58 soles (US$ 21).[7]
- Pacientes no serán atendidos en hospitales de la región Arequipa desde el 20 de agosto, por el paro de 72 horas que acatarán los trabajadores administrativos y asistenciales del Ministerio de Salud.[17]

## Recomendaciones
La siguiente lista son recomendaciones para evitar la infección:
- Mantenerse alejados de las personas que tengan una infección respiratoria.
- Evitar el saludo de mano y beso (salvo que se trate de familiares y conocidos cercanos que no presenten los síntomas).
- No tocarse la cara, en particular las zonas donde las mucosas están expuestas (los ojos, la boca, el interior de la nariz, el interior de las orejas).
- No compartir alimentos, vasos ni cubiertos.
- Ventilar y permitir la entrada de sol en la casa, en las oficinas y en todos los lugares cerrados.
- Mantener limpios los cubiertos de cocina, el baño, las manijas de las puertas y los barandales, así como los juguetes, los teléfonos o los objetos de uso común.
- En caso de presentar un cuadro de fiebre alta de manera repentina, o presentar, simultáneamente, los síntomas siguientes: tos, dolor de cabeza, dolor muscular y de articulaciones, acudir de inmediato al médico o a la unidad de salud más cercana.
- Abrigarse y evitar cambios bruscos de temperatura.
- Comer frutas y verduras ricas en vitamina A y en vitamina C (zanahoria, papaya, guayaba, naranja, mandarina, lima, limón, piña y lulo o naranjilla de Quito).
- En caso de que no se tenga acceso a los alimentos mencionados, consumir suplementos alimenticios de vitamina C y vitamina D.
- Lavarse las manos frecuentemente con agua y jabón (aunque el jabón no ejercerá ningún efecto químico sobre las partículas del virus, estas se eliminarán de las manos por la acción física de frotarse las manos con agua y jabón).
- En oficinas, locutorios y cabinas de internet o cibercafés, limpiar teclados y ratones de las computadoras con alcohol para desinfectar y evitar una posible propagación del virus, sobre todo si han sido utilizados en las últimas horas o si las utilizan muchas personas durante el día.
- Desinfectar cerraduras de puertas y pasamanos de lugares públicos con hipoclorito de sodio (El Hipoclorito de sodio es el limpiador y desinfectante de uso común en todos los hogares peruanos, la gente lo identifica sin excepción con el nombre común de CLORO o cloro, se consigue en cualquier tienda o comercio de víveres o abarrotes, supermercados, etcéctera. solo hay que buscar o pedir cloro, no tiene variantes en el nombre, solo en la marca comercial, otros nombres coloquiales son blanqueador para ropa, pero nunca confundir con lejía, lavandina o jabón etcéctera. Léanse las instrucciones de uso).
- Evitar exposición a contaminantes ambientales.
- No fumar en lugares cerrados ni cerca de niños, ancianos o enfermos.